# Tiratoio delle Grazie
Il Tiratoio delle Grazie (o "di Piazza d'Arno", "delle Travi" o "de' Castellani"), era un antico edificio dell'Arte della Lana a Firenze, situato tra le attuali piazza de' Giudici, Lungarno Diaz e piazza Mentana. In disuso, fu distrutto nel 1860 circa e al suo posto sorse la Borsa delle Merci.

## Storia

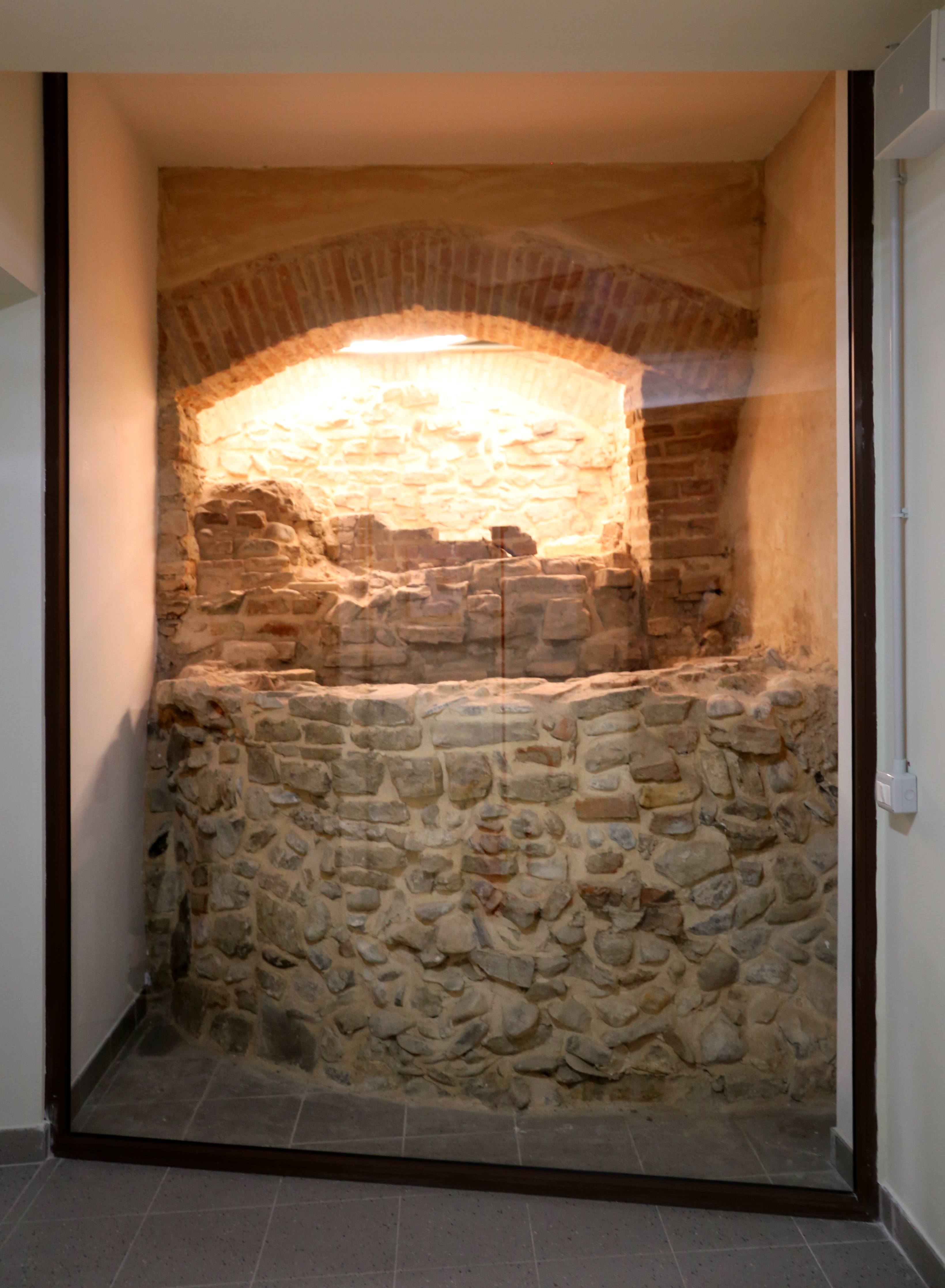
Resti di fornaci del vecchio tiratoio sotto il palazzo della Camera di Commercio

La lavorazione del panni di lana, un tempo una delle più redditizie di Firenze, necessitava, tra i vari passaggi lavorativi, di una stesura al fresco in terrazze coperte e aerate, dove essi, opportunamente stesi e "tirati", asciugassero dopo le operazioni di coloritura e lavaggio. Per tali operazioni l'Arte della lana possedeva alcune grandi strutture apposite denominate appunto "tiratoi". A Firenze se ne sono contati cinque principali: quello delle Grazie, al cui posto oggi sorge la Camera di Commercio, quello della Pergola, quello degli Angeli in via Alfani, e quello dell'Uccello in piazza di Cestello, che fu sostituito poi con l'unico edificio ancora esistente, il tiratoio di San Frediano in piazza del Tiratoio. Tra i minori, quello dell'Aquila.
Il tiratoio delle Grazie da alcuni studiosi era attribuito ad Arnolfo di Cambio e consisteva in una struttura con alti palchi in legno dove venivano poste ad asciugare le pezze di stoffa. Popolarissimo scorcio pittoresco immortalato da numerosi vedutisti, conteneva una specie di pontile lungo il fiume, con una tettoia verso l'Arno. L'attività dei lavoranti al tiratoio (strettamente legata a quella dei tintori le cui botteghe si distribuivano per lo più nel tratto ancora denominato corso dei Tintori) e quella dello scalo fluviale della piazza d'Arno e dei legnaioli, individuavano quindi la zona come eminentemente manifatturiera.
Quando le antiche corporazioni furono sciolte da Pietro Leopoldo, gran parte del patrimonio dell'Arte della Lana passò alla neonata Camera di Commercio, e questa zona venne individuata per un grande palazzo atto a ospitare la Camera, la Borsa di Commercio e la Banca Nazionale Toscana (oggi Camera di Commercio Industria Artigianato e Agricoltura di Firenze).